# Социал-национальная ассамблея
«Социал-национальная ассамблея» (укр. Соціал-національна асамблея) — украинская неонацистская, расистская политическая организация, выросшая из ультраправой группы «Патриот Украины». Пропагандировала неонацизм, правую идею и единство украинской нации.

## История
В середине 90-х была основана организация «Патриот Украины», официально легализованная в 1999 году под руководством Андрея Парубия как общество содействия вооруженным силам и военно-морскому флоту. Эта организация фактически выполняла функции молодёжного и силового крыла Социал-Национальной партии Украины. С 2004 года, после того, как партию возглавил Олег Тягнибок и она была переименована в ВО «Свобода», «Патриот Украины» постепенно канул в небытие.

В 2005—2006 годах организация «Патриот Украины» — уже в качестве самостоятельной общественной организации — была реанимирована в Харькове Андреем Билецким и тогдашним заместителем председателя ВО «Свобода» по идеологическим вопросам, историком Олегом Однороженко. 8 ноября 2008 года было проведено совещание лидеров националистических организаций, включая ГО «Патриот Украины», на котором было принято решение создать «Единую Социал-Националистическую силу» — Социал-Национальную Ассамблею. После этого начался процесс объединения 4 националистических организаций («Патриот Украины», НД «РіД», ЧПР «Українська Альтернатива», ГО «СіЧ»), в итоге которого была сформирована Социал-Национальная Ассамблея. О союзных отношениях с СНА заявили Украинская Национал-Трудовая Партия, Свято-Андреевский Козацкий Курень и Общественная Организация «Трезвый Киев».

Логотип НД "РиД"
Логотип ОО "СиЧ"
Логотип ЧПД "Украинская Альтернатива"

В 2011—2012 годах началась серия арестов членов и руководства СНА.
Новую жизнь организация получила весной 2014 года свете политического кризиса на Украине.
24 февраля 2014 Верховная Рада Украины приняла постановление «Об освобождении политзаключенных», освободившее таким образом из заключения руководство СНА включая её лидера Андрея Билецкого.
В 2014 году Социал-Национальная Ассамблея прекратила своё существование, чуть позже превратившись в Батальон (а чуть позже полк) «Азов» и организацию «Цивільний Корпус» (которая в 2016 году переформировалась в партию «Национальный корпус»).

## Структура
«Патриот Украины» входит в состав СНА и выполняет функции её силового крыла.

Логотип «Социал-Национальних Профсоюзов Украины»

«Молодёжь Билецкого» — молодёжное крыло СНА, куда входят юноши от 16 до 30 лет.
«Социал-Национальные Профсоюзы Украины» — Профсоюзное движение Социал-Национальной Ассамблеи, появившееся весной 2010 года.
Состояло из Харьковских и Васильковских предпринимателей-сторонников и членов организации «Патриот Украины».
«Здоровая Нация» — общественная кампания созданная в 2010 году, цель которой пропаганда здорового образа жизни и спорта.

## Идеология
Идеология СНА основывается на социал-национализме. Лидер СНА Андрей Билецкий так охарактеризовывает его идею:
Основной мистической идеей Социал-Национализма является создание вместо кучи разрозненных индивидуумов, механически объединённых названием „украинцы“ и наличием украинского паспорта, Национального сверх-общества – единого биологического организма, который будет складываться из Новых Людей – физически, интеллектуально и духовно развитых лиц. Из массы индивидуумов должна явиться Нация, а из слабого современного человека – Сверхчеловек.
Базовыми принципами социал-национализма являются:
- Социальность — «Мы не отметаем существования богатых (но не сверхбогачей), но отвергаем возможность существования бедных»
- Расовость — «Люди от природы рождаются с различными способностями и возможностями и поэтому большое счастье человека это когда он находит своё место в национальной иерархии и добросовестно выполняет свою жизненную задачу»
- Великодержавность — «Это вопрос, как ни странно, не столько политический, сколько биологический. Любой живой организм в природе стремится к расширению, размножению, увеличению. Этот закон универсален и для инфузории-туфельки, и для человека, и для нации-расы»[17].

Среди идей СНА: защита белой расы путём создания антидемократического и антикапиталистического строя «нациократии», искоренение «интернационально-сионистского спекулятивного капитала».
Как собственно людей (Homo sapiens) социал-националисты рассматривают только «белую европейскую расу» (без включения в это понятие «южных европеоидов», которые, по мнению Однороженко, являются другим биологическим видом). Другие расовые группы должны быть подвергнуты ограничениям и депортации.
Сайт Социал-Национальной Ассамблеи содержит утверждения, что для украинцев хорошей можно считать только «украинскую цивилизацию», а мышление в рамках общечеловеческих или других ценностей является «культурным трансмифом». Также выражено сожаление большим количеством среди украинцев, «русских» (не по крови, а по мышлению), «жидов», «американцев», «европейцев» («демо-либерального ЕС»), «арабов», «китайцев» и призывы к возрождению украинского имперского мышления.

## Символика
На гербе СНА используется «Идея Нации», также использующийся на символике полка «Азов»

## Деятельность
СНА часто устраивала политические акции, направленные против своих идеологических оппонентов, прежде всего групп украинских новых левых. Известным случаем стала попытка совместно с ВО «Свобода» сорвать 28 февраля 2011 акцию в рамках кампании «Против деградации образования», в которой принимал участие профсоюз «Прямое действие», а также нападение на представителей НаУКМА после мероприятия.
Социал-национальная Ассамблея с самого начала принимала участие в массовых акциях протеста Евромайдана.
Активисты СНА составили костяк батальона Азов, в дальнейшем ставшего полком в составе Национальной гвардии Украины.

## Уголовное преследование членов организации
В 2011 году был арестован лидер СНА Андрей Билецкий, в 2012 году был арестован главный идеолог Олег Однороженко. В эти годы также были арестованы Игорь Мосийчук, Владимир Шпара и другие руководители организации. По мнению СНА и организации «Патриот Украины», это являлось продолжением репрессий против украинских националистов. Всего в 2011—2012 гг было арестовано до 9 членов СНА.

## Оценки политологов
Политолог Антон Шеховцов отмечает, что СНА — «неонацистское движение с тоталитарной идеологией, выступающее за расовую чистоту Украины», обладает политическими амбициями, что может обернуться «антиправительственными протестами, беспорядками, нападениями на представителей различных меньшинств».